# سفارت اوکراین در پراگ
سفارت اوکراین در پراگ (به لاتین: Embassy of Ukraine) یک منطقهٔ مسکونی و نمایندگی سیاسی این کشور در جمهوری چک است که در پراگ واقع شده‌است.